# Paços (Fafe)
Passos oder Paços ist eine Gemeinde im Norden Portugals.
Passos gehört zum Kreis Fafe im Distrikt Braga, besitzt eine Fläche von 4,1 km² und hat 1015 Einwohner (Stand 19. April 2021).